# Associazione Calcio Cesena 2001-2002
Questa pagina raccoglie le informazioni riguardanti l'Associazione Calcio Cesena nelle competizioni ufficiali della stagione 2001-2002.

## Stagione
Nella stagione 2001-2002 il Cesena disputa il girone A della Serie C1, raccoglie 45 punti con l'ottava posizione di classifica. Il campionato inizia con il tecnico confermato Walter De Vecchi e con buone prospettive, ma dopo un discreto inizio, ai primi di dicembre dopo la sconfitta (2-0) patita a Ferrara, con il Cesena ancora in quinta posizione, viene esonerato De Vecchi. Gli subentra Agatino Cuttone, indimenticato capitano dell'ultima promozione in Serie A dei bianconeri nel 1987. Con il nuovo tecnico i romagnoli si allontanano sempre più dalla zona playoff. Nel mercato autunnale il diesse De Falco scova in Argentina il giovane German Denis, promettente attaccante, ma ancora acerbo per questa stagione. A rovinare l'approdo ai playoff del Cesena, a cavallo tra marzo ed aprile, arrivano quattro sconfitte di fila, di cui tre in casa, che pongono fine ai sogni di questa stagione, che viene messa in archivio con l'ottavo posto finale. Miglior marcatore stagionale Emanuele Chiaretti, autore di 13 reti, delle quali 3 in Coppa Italia e 10 in campionato. Nella Coppa Italia di Serie C in agosto il Cesena disputa il girone G di qualificazione, che promuove il Rimini ai sedicesimi.

## Rosa
| N. |                      | Ruolo | Calciatore         |
| -- | -------------------- | ----- | ------------------ |
|    | Italia (bandiera)    | D     | Nicola Antonellini |
|    | Italia (bandiera)    | D     | Fabiano Ballarin   |
|    | Italia (bandiera)    | C     | Fabio Bellotti     |
|    | Italia (bandiera)    | A     | Marco Bernacci     |
|    | Italia (bandiera)    | C     | Federico Bettoni   |
|    | Italia (bandiera)    | C     | Davide Biondini    |
|    | Italia (bandiera)    | C     | Luca Bonfanti      |
|    | Italia (bandiera)    | D     | Paolo Bravo        |
|    | Italia (bandiera)    | C     | Davide Campofranco |
|    | Italia (bandiera)    | D     | Luca Ceccarelli    |
|    | Italia (bandiera)    | D     | Damiano Cesari     |
|    | Italia (bandiera)    | A     | Emanuele Chiaretti |
|    | Italia (bandiera)    | C     | Simone Confalone   |
|    | Italia (bandiera)    | C     | Fabio Dell'Ara     |
|    | Argentina (bandiera) | A     | Germán Denis       |

| N. |                     | Ruolo | Calciatore           |
| -- | ------------------- | ----- | -------------------- |
|    | Italia (bandiera)   | D     | Michele Ferri        |
|    | Italia (bandiera)   | D     | Andrea Fiumana       |
|    | Italia (bandiera)   | A     | Umberto Gragnaniello |
|    | Italia (bandiera)   | D     | Alessandro Lamonica  |
|    | Italia (bandiera)   | D     | Claudio Macchi       |
|    | Italia (bandiera)   | D     | Giacomo Mignani      |
|    | Italia (bandiera)   | A     | Luigi Molino         |
|    | Italia (bandiera)   | P     | Francesco Musarra    |
|    | Italia (bandiera)   | D     | Gianfranco Parlato   |
|    | Italia (bandiera)   | C     | Ivan Piccoli         |
|    | Italia (bandiera)   | P     | Nicola Santoni       |
|    | Italia (bandiera)   | D     | Carlo Sassarini      |
|    | Italia (bandiera)   | D     | Francesco Scardina   |
|    | Italia (bandiera)   | D     | Fabrizio Stringardi  |
|    | Bulgaria (bandiera) | A     | Petăr Žabov          |

## Risultati

### Campionato

#### Girone di andata
| Arbitro: | De Marco (Chiavari) |

|                                             |           |                                             |
| Confalone 21’ Bettoni 22’ Zhabov 71’ (rig.) | Marcatori | 29’ Alteri 45’ (rig.), 65’ (rig.) I. Protti |

| Monza 9 settembre 2001 2ª giornata | Monza               | 0 – 0 | Cesena | Stadio Brianteo\| Arbitro: \| Carlucci (Molfetta) \| |
| Arbitro:                           | Carlucci (Molfetta) |       |        |                                                      |

| Arbitro: | Squillace (Catanzaro) |

|                                       |           |                                  |
| Ferri 12’ Chiaretti 21’ Confalone 83’ | Marcatori | 58’ (rig.) Cherubini 66’ Trocini |

| Arbitro: | Giammillaro (Messina) |

|             |           |                           |
| Cavalli 26’ | Marcatori | 62’ Bettoni 66’ Chiaretti |

| Arbitro: | Bergonzi (Genova) |

|  |           |               |
|  | Marcatori | 88’ Borriello |

| Arbitro: | Herberg (Messina) |

|               |           |                                 |
| Minelli 90+2’ | Marcatori | 65’ Cesari 70’ (rig.) Chiaretti |

| Arbitro: | Giannoccaro (Lecce) |

|                           |           |                        |
| Parlato 68’ Bettoni 90+2’ | Marcatori | 35’ Pisano 62’ Cangini |

| Arbitro: | Finazzi (Torino) |

|                                     |           |  |
| Cesari 3’ Bettoni 10’ Chiaretti 87’ | Marcatori |  |

| Arbitro: | Ioseffi (Siena) |

|           |           |                            |
| Abeni 76’ | Marcatori | 24’ Confalone 32’ Bonfanti |

| Arbitro: | Liberti (Genova) |

|                      |           |  |
| Chiaretti 60’ (rig.) | Marcatori |  |

| Arbitro: | M. Mazzoleni (Bergamo) |

|                     |           |  |
| Lamonica 44’ (aut.) | Marcatori |  |

| Arbitro: | De Marco (Chiavari) |

|                |           |  |
| Venturelli 49’ | Marcatori |  |

| Arbitro: | Valensin (Milano) |

|            |           |                      |
| Bettoni 5’ | Marcatori | 15’ (aut.) Chiaretti |

| Arbitro: | Tonolini (Milano) |

|                     |           |  |
| Pellissier 45’, 58’ | Marcatori |  |

| Cesena 9 dicembre 2001 15ª giornata | Cesena             | 0 – 0 | Carrarese | Stadio Dino Manuzzi\| Arbitro: \| Brunialti (Trento) \| |
| Arbitro:                            | Brunialti (Trento) |       |           |                                                         |

| Leffe 16 dicembre 2001 16ª giornata | AlbinoLeffe         | 0 – 0 | Cesena | Stadio Carlo Martinelli\| Arbitro: \| Benedetti (Vicenza) \| |
| Arbitro:                            | Benedetti (Vicenza) |       |        |                                                              |

| Arbitro: | Zambon (Padova) |

|                         |           |  |
| Cesari 60’ Zhabov 90+2’ | Marcatori |  |

#### Girone di ritorno
| Arbitro: | Romeo (Verona) |

|                      |           |            |
| I. Protti 25’ (rig.) | Marcatori | 52’ Cesari |

| Arbitro: | Celi (Bari) |

|              |           |  |
| Bonfanti 52’ | Marcatori |  |

| Arbitro: | Girardi (San Donà di Piave) |

|                         |           |  |
| Minetti 77’ Ticli 90+2’ | Marcatori |  |

| Arbitro: | Nappi (Napoli) |

|               |           |             |
| Chiaretti 35’ | Marcatori | 17’ Cavalli |

| Arbitro: | Carlucci (Molfetta) |

|            |           |  |
| Foggia 54’ | Marcatori |  |

| Arbitro: | Crugliano (Crotone) |

|                |           |             |
| Molino 7’, 88’ | Marcatori | 8’ Chiecchi |

| La Spezia 17 febbraio 2002 24ª giornata | Spezia                | 0 – 0 | Cesena | Stadio Alberto Picco\| Arbitro: \| Squillace (Catanzaro) \| |
| Arbitro:                                | Squillace (Catanzaro) |       |        |                                                             |

| Arbitro: | P.S. Mazzoleni (Bergamo) |

|            |           |                                 |
| Turchi 27’ | Marcatori | 25’ Confalone 63’ (rig.) Molino |

| Arbitro: | Rubino (Salerno) |

|               |           |  |
| Chiaretti 71’ | Marcatori |  |

| Varese 17 marzo 2002 27ª giornata | Varese              | 0 – 0 | Cesena | Stadio Franco Ossola\| Arbitro: \| Angrisani (Salerno) \| |
| Arbitro:                          | Angrisani (Salerno) |       |        |                                                           |

| Arbitro: | Finazzi (Torino) |

|  |           |                               |
|  | Marcatori | 57’ Varricchio 64’ M. Massaro |

| Arbitro: | Ferraro (Crotone) |

|  |           |                                      |
|  | Marcatori | 23’ (rig.) Parisi 42’, 90+1’ Gennari |

| Arbitro: | Ciampi (Roma) |

|                                              |           |                      |
| Centofanti 32’ P. Antonioli 40’ Ginestra 48’ | Marcatori | 77’ (rig.) Chiaretti |

| Arbitro: | Bergonzi (Genova) |

|                                   |           |                                        |
| Chiaretti 22’ (rig.) Ballarin 26’ | Marcatori | 3’ Giraldi 17’ Pellissier 33’ Botteghi |

| Carrara 21 aprile 2002 32ª giornata | Carrarese     | 0 – 0 | Cesena | Stadio dei Marmi\| Arbitro: \| Lops (Torino) \| |
| Arbitro:                            | Lops (Torino) |       |        |                                                 |

| Arbitro: | Saveri (Viterbo) |

|                 |           |             |
| Chiaretti 90+3’ | Marcatori | 12’ Beretta |

| Arbitro: | Rubino (Salerno) |

|                                             |           |           |
| Carruezzo 21’, 61’ Zhabov 46’ Tarantino 84’ | Marcatori | 24’ Denis |

### Coppa Italia

#### Girone G
| Arbitro: | Romeo (Verona) |

|                     |           |                                        |
| Ricci 43’ Nonis 84’ | Marcatori | 37’ Piccoli 55’ Bonfanti 88’ Chiaretti |

| Arbitro: | Mariuzzo (Venezia) |

|              |           |                         |
| Lamonica 16’ | Marcatori | 30’ Tedeschi 65’ Lauria |

| Arbitro: | Gava (Conegliano) |

|                                         |           |                           |
| A. Villa 1’ (rig.), 68’ Gabriellini 81’ | Marcatori | 16’ (rig.), 28’ Chiaretti |

| Arbitro: | Zambon (Padova) |

|                                               |           |               |
| Zhabov 15’ (rig.), 24’ (rig.) Antonellini 52’ | Marcatori | 64’ Antonioli |

| 29 agosto 2001 5ª giornata |  | – Turno di riposo Cesena |  |  |